# 추이융위안

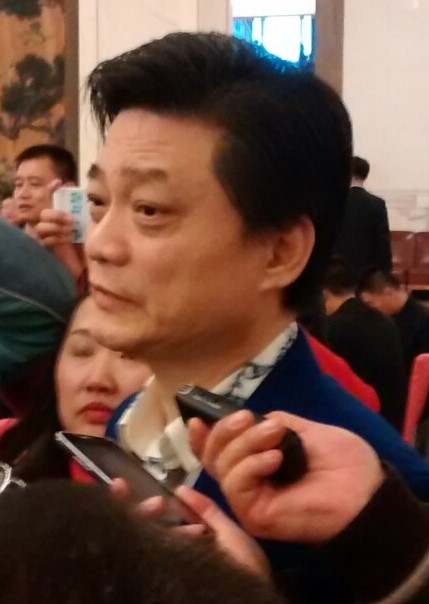

추이융위안(崔永元, 1963년 2월 20일 ~ )은 중화인민공화국의 아나운서이며, 톈진시 출신이다. 중국중앙방송 아나운서이며, 중국중앙방송의 유명한 프로그램인 <실화실설>의 사회자이다.